# Sirop de bouleau
Le sirop de bouleau  est une réduction de sève de bouleau caramélisée, obtenu par évaporation de la sève du bouleau (Betula) de la même manière que le sirop d'érable. 
La sève de bouleau contenant moins de sucres que celle de l'érable (de 0,5 à 2 % de glucide), l'évaporation est plus longue et le rendement économique inférieur. L'odeur du sirop de bouleau est particulière. Le sirop de bouleau contient tous les arômes : Sucré, amer, salé, acide et umami. La saveur du sirop de bouleau n'est en rien comparable à celle du sirop d'érable.

## Production
La sève provient des bouleaux (genre Betula) des forêts du nord de l'Europe et de l'Amérique. La sève est deux fois moins sucrée que la sève de l'érable. En Europe, elle sert à la production de la bière, du vin, de l'eau-de-vie et du vinaigre. En Alaska, elle sert à la production de sirop de bouleau issue de l'espèce Betula papyrifera.
La récolte se fait au moment de la montée de sève, avant l'apparition des feuilles. Après avoir percé un trou dans le tronc, la sève coule goutte à goutte dans un récipient. Le liquide ainsi récolté est appelé eau de bouleau, nom qui réfère au nom donné à la sève de bouleau lorsqu'elle est récoltée par entaille de l'arbre.
L'eau de bouleau est concentrée par évaporation afin d'éliminer l'eau et d'augmenter la concentration en glucides jusqu’à un taux minimum de 66 %. Cent litres de sève sont nécessaires pour obtenir un litre de sirop, comparativement à environ 40 litres pour l’érable. 
Le sirop se classe selon sa couleur et son goût. Il existe deux types de sirop : le sirop pur et le sirop avec du fructose ajouté.
Il existe un autre procédé de fabrication en deux étapes plus doux et plus économique en énergie. La première consiste à préconcentrer la sève récoltée par osmose inverse de 1°B à 10°B. La seconde consiste en une évaporation sous pression réduite à faible température (40 °C).

## Composition
La sève du bouleau contient des sucres simples : le glucose (2,5–4,7 g/L), le fructose (2,3–4,5 g/L), le saccharose (<0,7 g/L), des traces de galactose et de myo-inositol.
La proportion finale des glucides dans le sirop est la suivante : 42-54 % de fructose et 45 % de glucose, les autres composants restant minoritaires (saccharose et galactose).

## Utilisations

### Usage alimentaire
Le sirop de bouleau s’utilise, à l'instar de celui de l’érable, comme condiment édulcorant pour le café, le pain et les desserts, comme pâte à tartiner ou comme accompagnement sur des crêpes ou des gaufres.

### Usage thérapeutique
À partir des feuilles de bouleau, il est possible d'obtenir un sirop qui peut contribuer à favoriser les fonctions d'élimination de l'organisme, à l'instar du jus de Bouleau. Ces fonctions physiologiques d'élimination sont reconnues par la Pharmacopée européenne et plusieurs études attestent de cette dimension curative. La Pharmacopée européenne en 2005 a publié une monographie sur la feuille de bouleau, et elle a fait ressortir son usage dans la médecine traditionnelle pour les désordres du tractus urinaire et les traitements diurétiques.